# Nomenclature of Organic Chemistry
Cet article concerne recueil de recommandations sur la nomenclature des composés organiques. Pour le guide de style des citations juridiques, voir Bluebook.
Nomenclature of Organic Chemistry, souvent appelé par les chimistes le Blue Book est un recueil de recommandations sur la nomenclature des composés organiques publié à intervalle irrégulier par l'Union internationale de chimie pure et appliquée (IUPAC). La dernière édition complète date de 1979, mais une version raccourcie et mise à jour a été publiée en 1993 sous le titre A Guide to IUPAC Nomenclature of Organic Compounds. Ces deux versions ne sont plus  disponibles en librairie, mais sont accessibles librement en version électronique.
Une version complète entièrement révisée est en préparation, dont une version provisoire a été publiée en 2004 pour obtenir les commentaires des lecteurs. Dans le même temps, plusieurs sections ont été complètement révisées et publiées dans  le journal Pure and Applied Chemistry.